# Club Bàsquet Betània-Patmos
El Club Bàsquet Betània-Patmos (CB Betània-Patmos) va ser un club de basquetbol femení de Barcelona, fundat l'any 1982. Després de la dissolució del CB CIBES, n'ocupà la seva plaça a la lliga espanyola. L'equip va disputar dues finals de Lliga catalana, essent subcampió, i la temporada 1983-84 va competir en una competició europea, la Copa Ronchetti. Al final d'aquesta temporada, va fusionar-se amb el CB l'Hospitalet.
El club jugava amb uniforme blau i groc.

## Referències

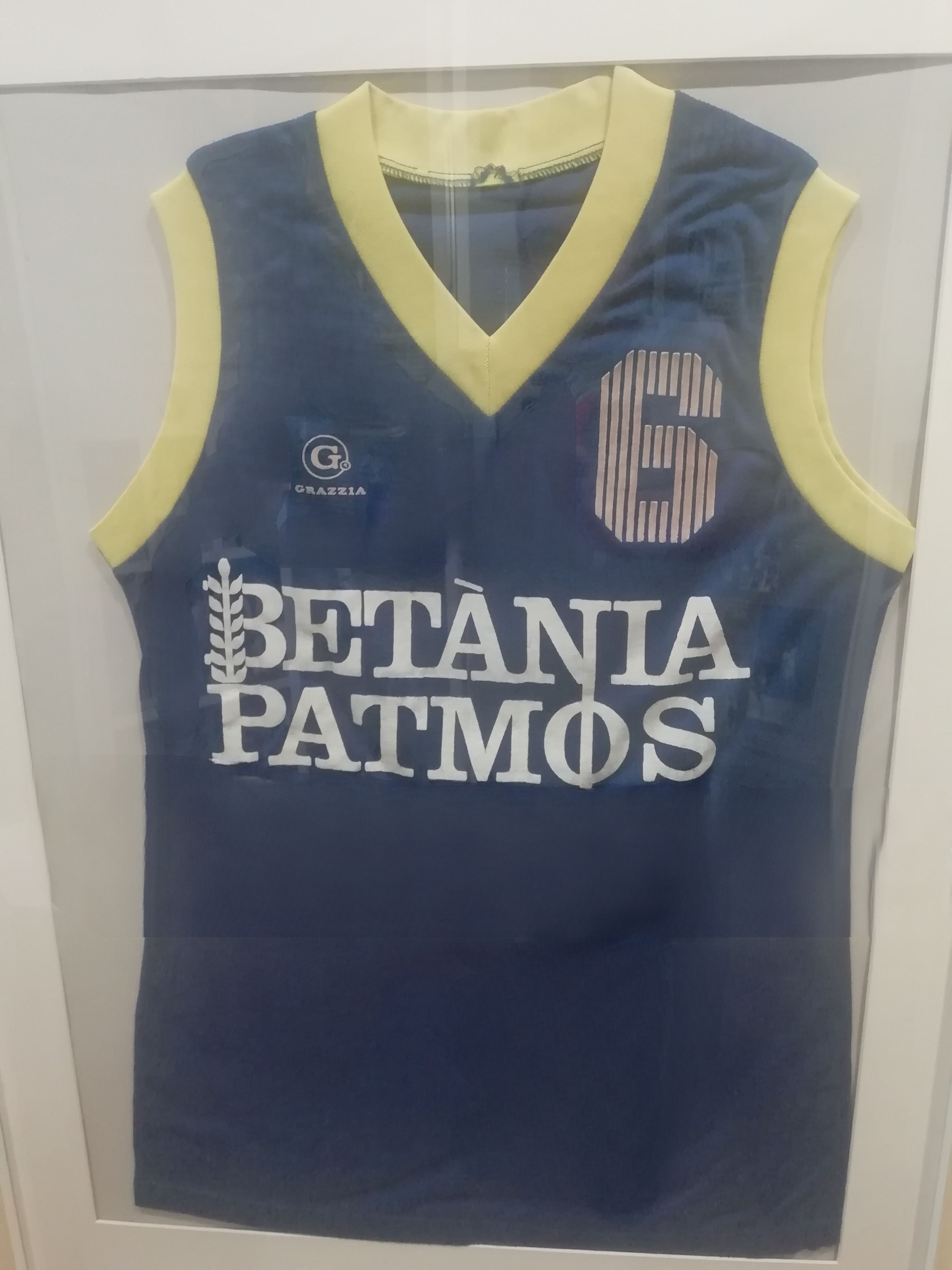
Samarreta de l'equip Betania Patmos.